# Manilla (Iowa)
Pour les articles homonymes, voir Manilla (homonymie).
Manilla est une ville du comté de Crawford, en Iowa, aux États-Unis. Elle est incorporée le 3 octobre 1887. 

## Source de la traduction
- (en) Cet article est partiellement ou en totalité issu de l’article de Wikipédia en anglais intitulé « Manilla, Iowa » (voir la liste des auteurs).